# DGAT2
DGAT2 (англ. Diacylglycerol O-acyltransferase 2) – білок, який кодується однойменним геном, розташованим у людей на короткому плечі 11-ї хромосоми. Довжина поліпептидного ланцюга білка становить 388 амінокислот, а молекулярна маса — 43 831.
| 10         |  | 20         |  | 30         |  | 40         |  | 50         |
| ---------- |  | ---------- |  | ---------- |  | ---------- |  | ---------- |
| MKTLIAAYSG |  | VLRGERQAEA |  | DRSQRSHGGP |  | ALSREGSGRW |  | GTGSSILSAL |
| QDLFSVTWLN |  | RSKVEKQLQV |  | ISVLQWVLSF |  | LVLGVACSAI |  | LMYIFCTDCW |
| LIAVLYFTWL |  | VFDWNTPKKG |  | GRRSQWVRNW |  | AVWRYFRDYF |  | PIQLVKTHNL |
| LTTRNYIFGY |  | HPHGIMGLGA |  | FCNFSTEATE |  | VSKKFPGIRP |  | YLATLAGNFR |
| MPVLREYLMS |  | GGICPVSRDT |  | IDYLLSKNGS |  | GNAIIIVVGG |  | AAESLSSMPG |
| KNAVTLRNRK |  | GFVKLALRHG |  | ADLVPIYSFG |  | ENEVYKQVIF |  | EEGSWGRWVQ |
| KKFQKYIGFA |  | PCIFHGRGLF |  | SSDTWGLVPY |  | SKPITTVVGE |  | PITIPKLEHP |
| TQQDIDLYHT |  | MYMEALVKLF |  | DKHKTKFGLP |  | ETEVLEVN   |  |            |

A: Аланін

C: Цистеїн

D: Аспарагінова кислота

E: Глутамінова кислота

F: Фенілаланін

G: Гліцин

H: Гістидин

I: Ізолейцин

K: Лізин

L: Лейцин

M: Метіонін

N: Аспарагін

P: Пролін

Q: Глутамін

R: Аргінін

S: Серин

T: Треонін

V: Валін

W: Триптофан

Кодований геном білок за функціями належить до трансфераз, ацилтрансфераз. 
Задіяний у таких біологічних процесах, як метаболізм ліпідів, біосинтез ліпідів, альтернативний сплайсинг. 
Локалізований у мембрані, ендоплазматичному ретикулумі, ліпідних краплях.